# 金洞乡 (重庆市)
金洞乡，是中华人民共和国重庆市黔江区下辖的一个乡镇级行政单位。

## 行政区划
金洞乡下辖以下地区：
鱼泉村、杨家村、金洞村、大垭村、早化村和凤台村。